# Kento Shiogai
Kento Shiogai (塩貝 健人, Shiogai Kento), né le 26 mars 2005 à Tokyo, est un footballeur japonais qui évolue au poste d'attaquant au NEC Nimègue.

## Biographie

### En club
Shiogai est repéré lorsqu'il joue au sein de l'équipe du lycée Kokugakuin Kugayama, où il se distingue comme l'un des meilleurs attaquants du circuit scolaire japonais. En 2023, il est sélectionné pour représenter les lycées japonais lors du Düsseldorf Champions Trophy, qu'il remporte en étant désigné meilleur joueur du tournoi.
Il poursuit ensuite ses études à l'Université Keiō, tout en évoluant avec l'équipe universitaire. En février 2024, Shiogai est transféré au club de J1 League du Yokohama F. Marinos, où il fait ses débuts professionnels le 10 avril 2024 lors d'une victoire 2-0 contre le Gamba Osaka. Il inscrit son premier but en championnat trois jours plus tard face au Shonan Bellmare.
Le 28 août 2024, il s'engage pour quatre ans avec le club néerlandais du NEC Nimègue, évoluant en Eredivisie. Il fait ses débuts en championnat le 21 septembre 2024 face au Heracles Almelo.

### En sélection
Shiogai représente le Japon dans les catégories de jeunes. Il participe notamment au Tournoi de Toulon en 2023 et 2024 avec l'équipe des moins de 19 ans. Lors de l'édition 2024, il réalise une performance remarquable en inscrivant un triplé contre l'Italie (défaite 4-3) et des buts contre l'Ukraine (défaite 2-1) puis le Mexique (victoire 3-1). Avec cinq buts, il termine meilleur buteur du tournoi.